# Pohřebiště bavorských panovníků

Znak Bavorského království (rok 1806)

Bavorsko bylo samostatným královstvím v letech 1806 až 1918. Bavorští králové z dynastie Wittelsbachů měli v Mnichově čtyři kostely jako místa posledního odpočinku. Jejich srdce byla podle rodového pravidla pohřbena odděleně v kapli Panny Marie v Altöttingu.
| Jméno                                                          | Doba života | Místo pohřbení                                                                                   |
| -------------------------------------------------------------- | ----------- | ------------------------------------------------------------------------------------------------ |
| Maxmilián I. 1806–1825                                         | 1756–1825   | Knížecí hrobka v mnichovském Theatinském kostele, srdce v Altöttinské Milostné kapli Panny Marie |
| Augusta Hesensko-Darmstadtská                                  | 1765–1796   | Krypta v evangelickém městském kostele v Darmstadtu                                              |
| Karolína Bádenská                                              | 1776–1841   | Knížecí hrobka v mnichovském Theatinském kostele                                                 |
| Ludvík I. 1825–1848                                            | 1786–1868   | Boční kaple baziliky svatého Bonifáce v Mnichově, srdce v Altöttinské Milostné kapli Panny Marie |
| Tereza Sasko-Hildburghausenská                                 | 1792–1854   | Boční kaple baziliky svatého Bonifáce v Mnichově                                                 |
| Maxmilián II. Josef 1848–1864                                  | 1811–1864   | Boční kaple v mnichovském Theatinském kostele, srdce v Altöttinské Milostné kapli Panny Marie    |
| Marie Pruská                                                   | 1825–1889   | Boční kaple v mnichovském Theatinském kostele, srdce v Altöttinské Milostné kapli Panny Marie    |
| Ludvík II. 1864–1886                                           | 1845–1886   | Knížecí hrobka v kostele sv. Michala v Mnichově, srdce v Altöttinské Milostné kapli Panny Marie  |
| Ota I. 1886–1913                                               | 1848–1916   | Knížecí hrobka v kostele sv. Michala v Mnichově                                                  |
| princ-regent Luitpold fakticky vládl v letech 1886–1912        | 1821–1912   | Knížecí hrobka v mnichovském Theatinském kostele                                                 |
| Augusta Ferdinanda Toskánská                                   | 1825–1864   | Knížecí hrobka v mnichovském Theatinském kostele                                                 |
| Ludvík III. fakticky už 1912-1913 jako princ-regent; 1913-1918 | 1845–1921   | Hrobka ve Frauenkirche v Mnichově, srdce v Milostné kapli Panny Marie v Altöttingu               |
| Marie Tereza Rakouská-Este                                     | 1849–1919   | Hrobka ve Frauenkirche v Mnichově, srdce v Altöttinské Milostné kapli Panny Marie                |